# Abonyi Tivadar
Abonyi Tivadar (Budapest, 1887. október 18. – Budapest, 1968. október 9.) magyar színész, rendező, festő.

## Élete
Abonyi János és Fábián Leopoldina fia. 1907-ben végzett a Színművészeti Akadémián, majd a kassai Komjáthy-féle társulatnak volt tagja, később a fővárosban a Magyar Színháznak, majd a Népoperának. Harcolt az első világháborúban, majd leszerelését követően különböző budapesti színházaknál (Belvárosi Színház, Nemzeti Színház, 1920–1923: Andrássy úti Színház) vállalt szerepeket. A Nemzeti Színházban egyben rendezőként, illetve játékmesterként is dolgozott. 1920. október 17-én Budapesten, a VII. kerületben házasságot kötött Reisenleitner Máriával, Reisenleitner László és John Ilona lányával. 1945-től a Szegedi Nemzeti Színház főrendezője volt, 1949-től két éven át pedig a budapesti Operaházban működött ugyancsak rendezőként.
Festményeit számos tárlaton bemutatta.
1968-ban, röviddel a 81. születésnapja előtt halt meg Budapesten.

## Fontosabb szerepei
- Frank (G. B. Shaw: Warrenné mestersége)
- Pető (Rieger: A fekete huszár)
- Tervező (Zágon I.: Feltételes megállóhely)
- Pap (Herczeg Ferenc: Ocskay brigadéros)

## Főbb rendezései
- Herman Heijermans(wd): Remény (Budai Színház, 1945)
- Szigeti J.: Rang és mód (Budai Színház, 1945)
- Puccini: Manon Lescaut (Szegedi Nemzeti Színház, 1958)
- Muszorgszkij: A szorocsinci vásár (Szegedi Nemzeti Színház, 1959)
- Schiller: Tell Vilmos
- Németh László: Cseresnyés
- Weber: A bűvös vadász
- Verdi: Aida